# Louis Miehe-Renard
Louis Christian Miehe-Renard (* 11. April 1919 in Kopenhagen; † 21. Januar 1997 ebenda) war ein dänischer Schauspieler.

## Leben und Wirken
Louis Miehe-Renard wuchs als Sohn von Christian Renard (1893–1961) und dessen Frau Elisabeth Stefanie Miehe (1895–1967) gemeinsam mit mehreren Geschwistern in Kopenhagen auf, wo er zeitlebens wohnte. Er hatte väterlicherseits französische Vorfahren und mütterlicherseits russische Vorfahren. Der Kaufmann und Politiker Kaj Narup (1926–1997) war sein Cousin.
Nach seinem Schulabschluss absolvierte er von 1935 bis 1938 seine Schauspielausbildung an der Eleveskole des Königlichen Theaters Kopenhagen, wo er als Darsteller auch sein Bühnendebüt hatte und anschließend bis 1942 dort als festes Ensemblemitglied engagiert war. Danach war er bis 1948 am Odense Teater und dann bis 1953 am Aalborg-Theater als festes Ensemblemitglied engagiert. Er wirkte als Bühnendarsteller in zahlreichen Theaterstücken, Kabarett-Programmen, Varieté-Shows und in Musicals mit, dabei auch oftmals unter der Regie von Stig Lommer. Von 1953 bis 1969 gehörte er in unregelmäßigen Abständen auch zum Schauspielerensemble des Kopenhagener Vergnügungsparks Tivoli. Neben Gastengagements an namhaften Theaterhäusern spielte er auch an Kleinkunstbühnen oder an Provinztheatern.
Von 1948 bis 1988 wirkte Miehe-Renard als Schauspieler vor der Kamera in mehr als 120 Film-und-Fernsehproduktionen mit. Er zählte damit zu den produktivsten, dänischen Schauspielern. Während er zu Beginn seiner Karriere noch oftmals in einer Nebenrolle besetzt wurde, konnte er sich später als Charakterdarsteller in Hauptrollen beweisen. Neben vielen Rollen im komödiantischen Fach spielte er auch ernstere Rollen. Eine seiner letzten Auftritte als Schauspieler hatte er im Jahr 1983 in der ersten in Dänemark produzierten Sitcom Een store Familie. Neben seiner Tätigkeit als Schauspieler war er gelegentlich auch als Synchronsprecher für Zeichentrickfilme aktiv und lieh dabei in dänischer Sprache den Figuren in Asterix oder Winnie Puuh. Ende der 1980er-Jahre zog er sich dann aus dem Rampenlicht zurück.
Louis Miehe-Renard war in erster Ehe ab dem 12. Januar 1943 bis zum Jahr 1954 mit der Schauspielerin Caja Heimann (1918–1988) verheiratet. Aus dieser Ehe gingen zwei Töchter und ein Sohn hervor, darunter die Schauspielerin Katja Miehe-Renard (* 1943) und der Schauspieler Pierre Miehe-Renard (* 1945). In zweiter Ehe war er von 1954 bis zu seinem Tod mit der aus Schottland stammenden Tänzerin Elinor Hadden (1931–2017) verheiratet. Aus der Ehe gingen der Sohn Martin Miehe-Renard und eine Tochter hervor. Einige seiner Enkelkinder, darunter Malthe Miehe-Renard (* 1991) und Sally Miehe-Renard (* 1997), sind ebenfalls als Schauspieler tätig. Eine weitere Enkelin ist die Journalistin und Moderatorin Camilla Miehe-Renard (* 1965). Er starb am 21. Januar 1997 im Alter von 77 Jahren. Seine Grabstätte befindet sich auf dem Bispebjerg-Friedhof.

## Filmografie (Auswahl)
- 1951: Familie Schmidt
- 1953: Adam und Eva
- 1953: Vater hoch vier (Filmreihe)
- 1958: Hinein ins Vergnügen
- 1960: 100 Mann und ein Kamel
- 1960: Der Störenfried
- 1962: Verrat auf Befehl
- 1964: Jungfernstreich
- 1966: Tugend läuft Amok (Dyden går amok)
- 1968: Kompanie, stillgestanden
- 1970: Die mannstollen Weiber
- 1971: Oh, diese Mieter! (Fernsehserie, 2 Folgen)
- 1972: Hotel Paradiso
- 1973: In Adams Welt
- 1974: Mr. President
- 1977: Louises Haus
- 1983: Een store Familie (Sitcom)
- 1986: Kometen